# Johnny Tholen
Johnny Tholen (Saramacca (Suriname), september 1935 – Roosendaal, 19 juli 2021), artiestennaam Johnny Pepper, lokale bijnaam Johnny Otis, was een Surinaams-Nederlands zanger en horecaondernemer. Hij was de leadzanger van Pepper & Soul.

## Biografie
Tholen werd geboren in Saramacca, Suriname en bracht in de jaren zestig enkele singles uit onder de artiestennaam Johnny Pepper. Vanaf circa 1968 was hij de leadzanger van de Amsterdamse formatie Pepper & Soul. Na zijn vertrek in 1969 ging de groep verder als Pepper & Salt met Franklin Kennedy als leadzanger. Hij zat ook in Vara’s Dansorkest onder leiding van Charlie Nederpelt.
In 1968 begon hij de Otis Club in de Damstraat in Roosendaal. De discotheek groeide uit tot een uitgangscentrum met op het hoogtepunt negen bars. In Roosendaal had hij de bijnaam Johnny Otis, afgeleid van zijn idool Otis Redding.
Hierna opende hij op dezelfde plek een eroscentrum. Deze sloot hij rond 2002, enkele jaren nadat hij de pensioengerechtigde leeftijd had bereikt. Zes jaar later opende hij opnieuw een seksclub in zijn woning boven een sportschool.
Hij heeft ongeveer tien kinderen bij meerdere vrouwen. Tijdens een interview voor BN DeStem uit 2008 was zijn jongste kind tweeënhalf jaar oud. Deze werd geboren toen hij zeventig jaar oud was.
Tijdens de viering van 750 jaar Roosendaal in 2018 werd hij in het Tongerlohuys gevierd als een van de 252 iconen van Roosendaal. Samen met de WIC-admiraal Hendrick Lonck  (1568-1634), musicus Jack Jersey (1941-1997) en de lokale bekendheid Gekke Bertus werd zijn afbeelding met graffiti op de Kadetunnel afgebeeld.

## Overlijden
Tholen kwam op 19 juli 2021 om het leven bij een auto-ongeluk in zijn woonplaats Roosendaal. Tholen werd 85 jaar.

## Discografie
| Jaar | titel / B-kant                               | Nederlandse Top 40 | Nederlandse Top 40 | Hilversum 3 Top 30 | Hilversum 3 Top 30 | opmerking         |
| Jaar | titel / B-kant                               | piek               | weken              | piek               | weken              | opmerking         |
| ---- | -------------------------------------------- | ------------------ | ------------------ | ------------------ | ------------------ | ----------------- |
| 1964 | Groen groen / Ik moet jou bekennen           | -                  | -                  | -                  | -                  | als Johnny Pepper |
| 1967 | Messin' with the kid / The train             | -                  | -                  | -                  | -                  | als Johnny Pepper |
| 1968 | My love, love my soul / You can have my love | -                  | -                  | -                  | -                  | in Pepper & Soul  |
| 1969 | Have my love / Love my soul                  | 11                 | 8                  | 8                  | 5                  | in Pepper & Soul  |